# Acanthopachylus
Acanthopachylus is een geslacht van hooiwagens uit de familie Gonyleptidae.
De wetenschappelijke naam Acanthopachylus is voor het eerst geldig gepubliceerd door Roewer in 1913. 

## Soorten
Acanthopachylus is monotypisch en omvat slechts de volgende soort:
- Acanthopachylus aculeatus